# Гризуни-землериї
Гризуни-землериї — екоморфологічний тип ссавців, пристосованих по підземного способу життя.

## Різноманіття землериїв
До цієї групи відноситься понад 30 родів різних родів гризунів.
Найвідомішими з них є:
- сліпак з родини сліпакових — широко поширені у східній Європі, на Балканах і в Малій Азії;
- голий землекоп та Піскорий з родини землекопових (Bathyergidae) — широко поширені на африканському континенті;
- гофер з родини гоферових (Geomyidae) — широко поширені на американському континенті.

## Гризуни землериї в Україні
З представлених в Україні ссавців типовими гризунами-землериями є три роди:
- сліпак (Spalax),
- сліпець (Nannospalax),
- сліпачок (Ellobius).

У багатьох місцях місцеве населення (особливо дачники) називають всіх ссавців-землериїв «кротами», маючи на увазі їхню здатність кротити, тобто наривати «кротовини».

## Біологічні особливості
Більшість гризунів-землериїв є солітарними, тобто ведуть поодинокий спосіб життя (звісно, у позашлюбний і позарепродуктивний період). Лише для деяких груп характерне зворотне — еусоціальність. Зокрема, голі землекопи живуть великими групами (до 80 особин), всі члени яких є дуже залежними від інших (добування корму, рийна діяльність, обігрів тощо).

## Галерея
представники родини сліпакові

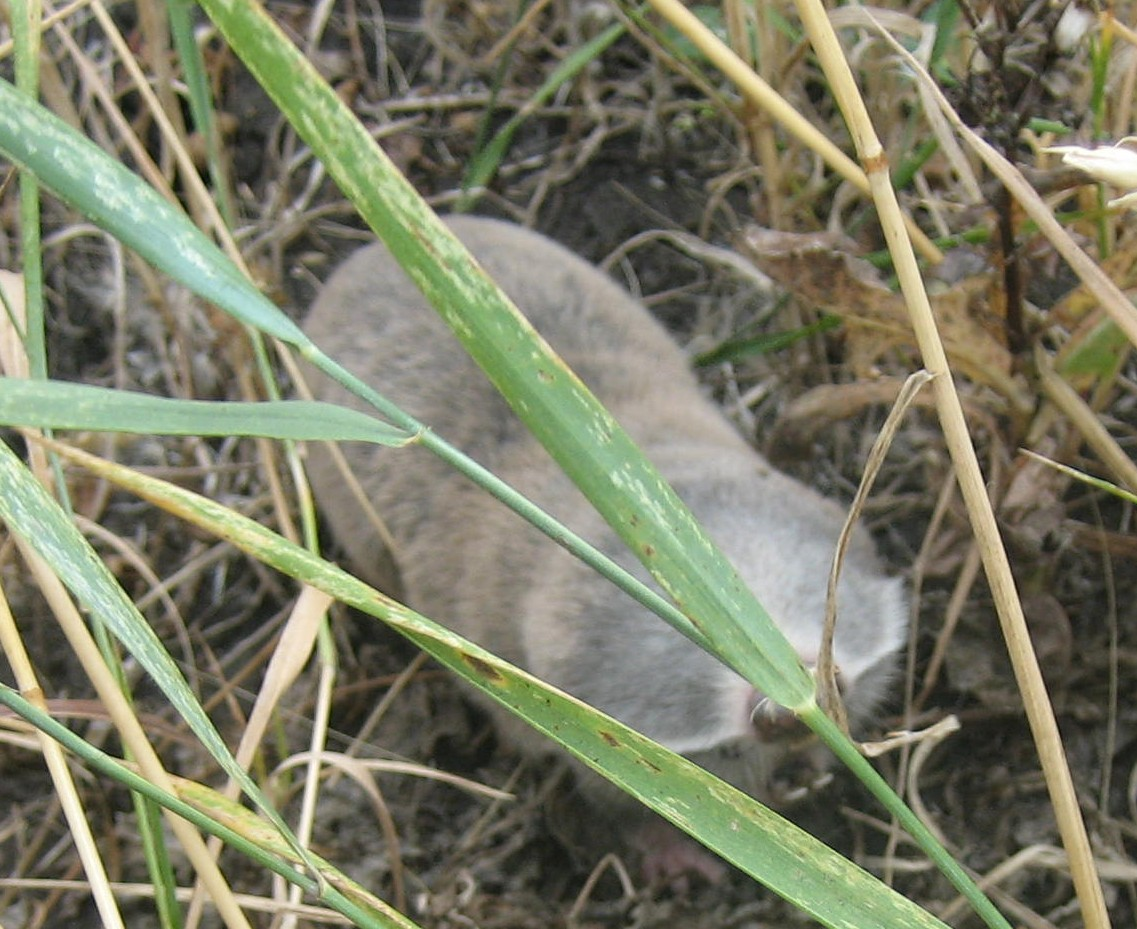
Сліпак звичайний (Spalax microphthalmus)
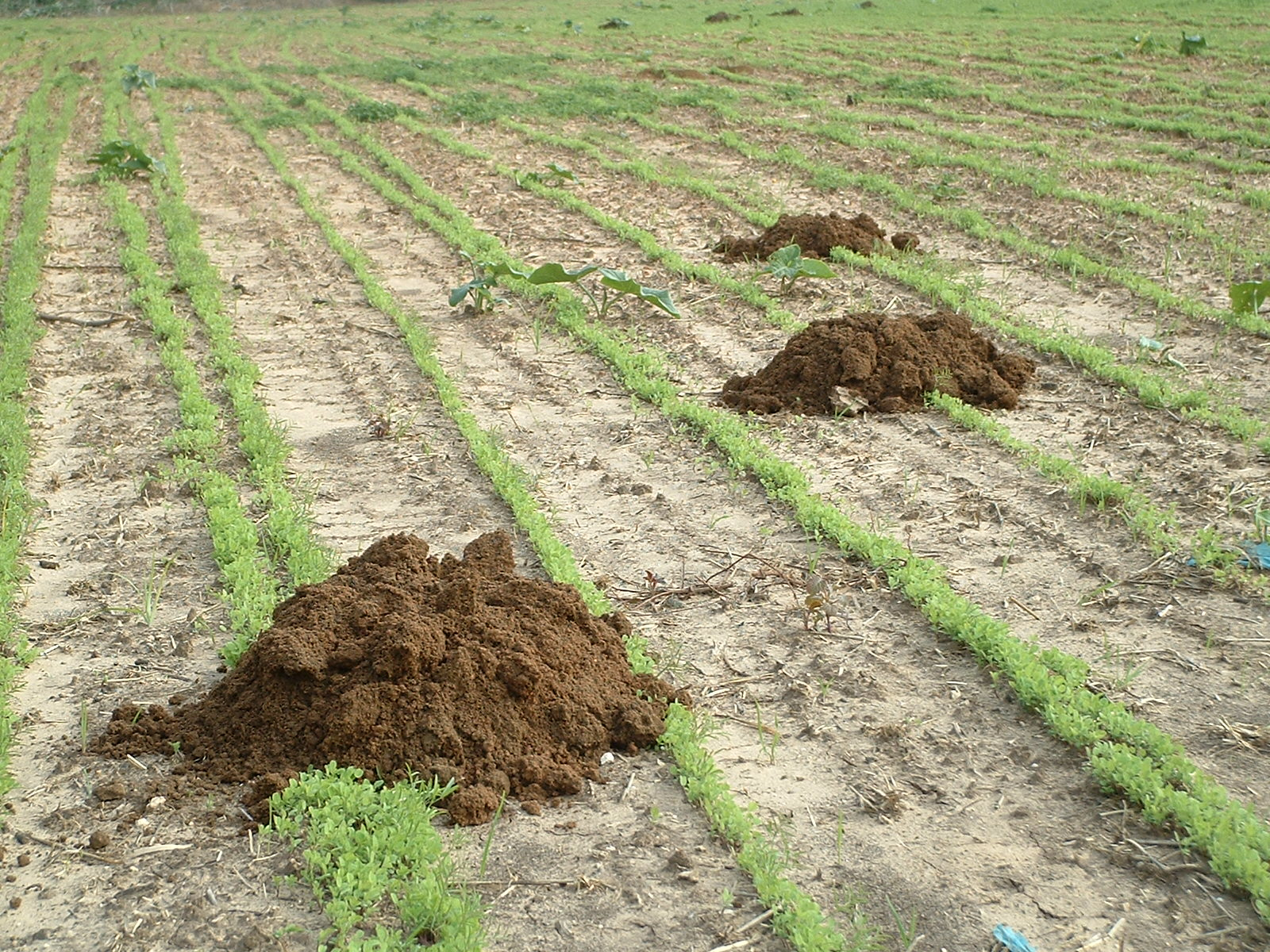
кротовини сліпця Еренберга (Nannospalax ehrenbergi)
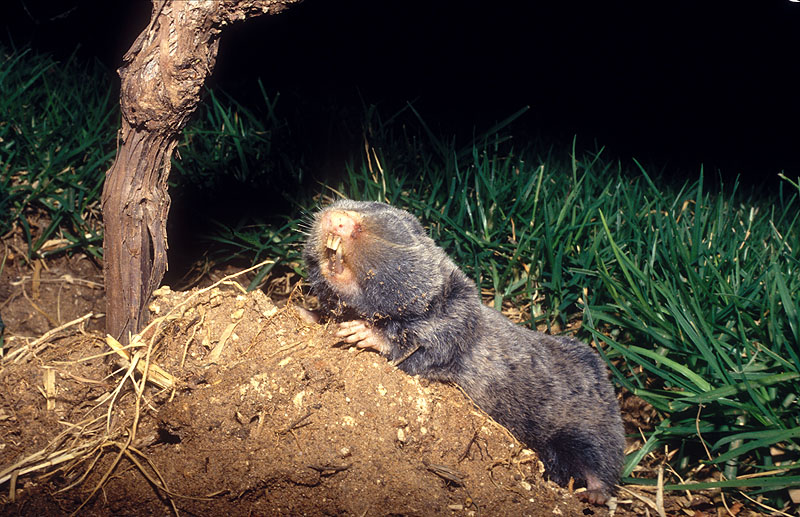
сліпець Еренберга (Nannospalax ehrenbergi)

представники родин землекопові та гоферові

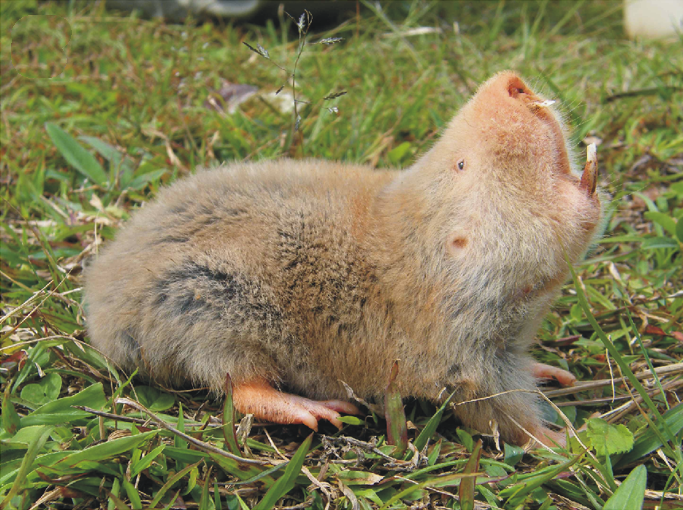
землекоп Heliophobius argenteocinereus
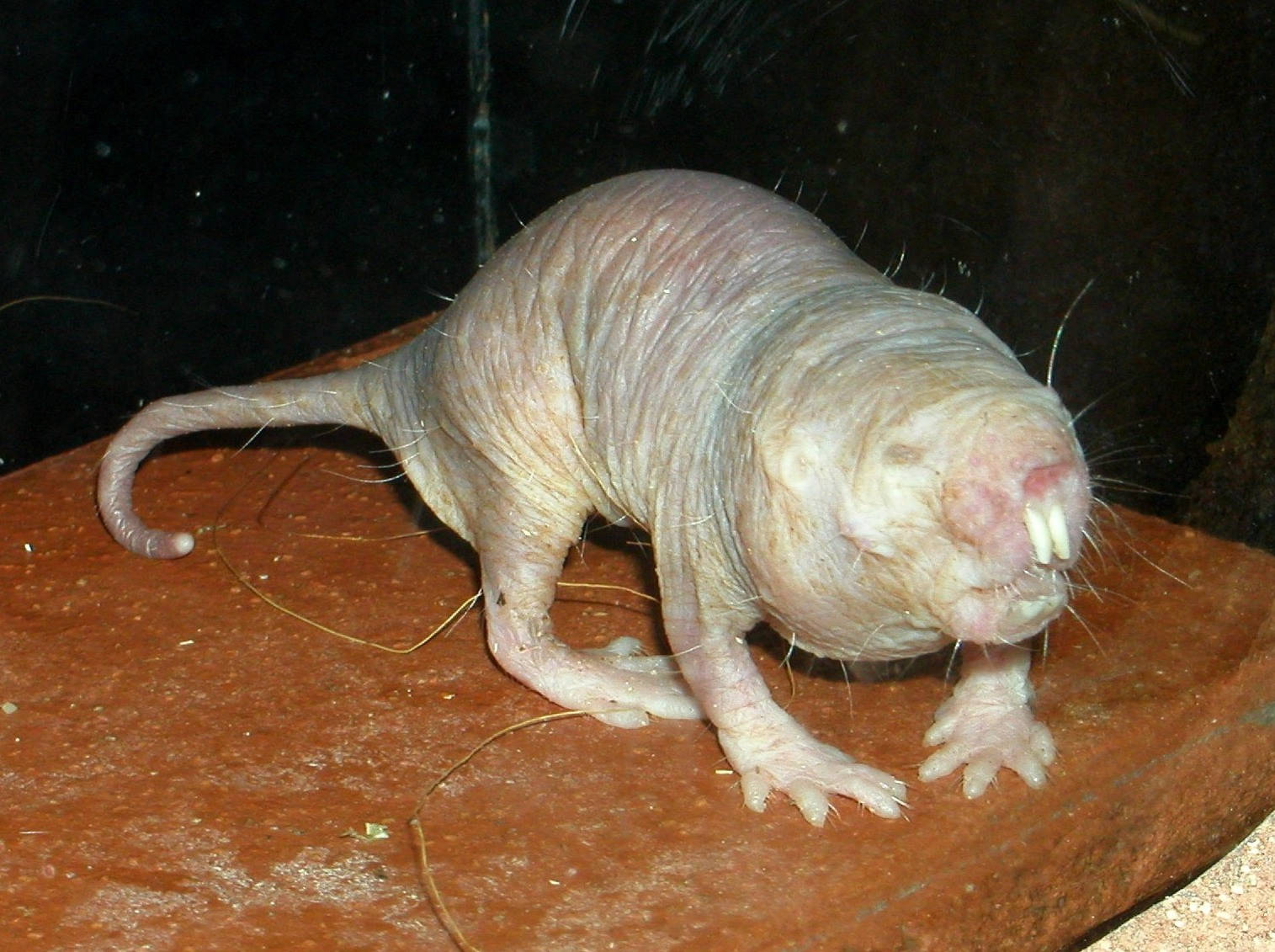
Голий землекоп, або "піщане цуценя" (Heterocephalus glaber)
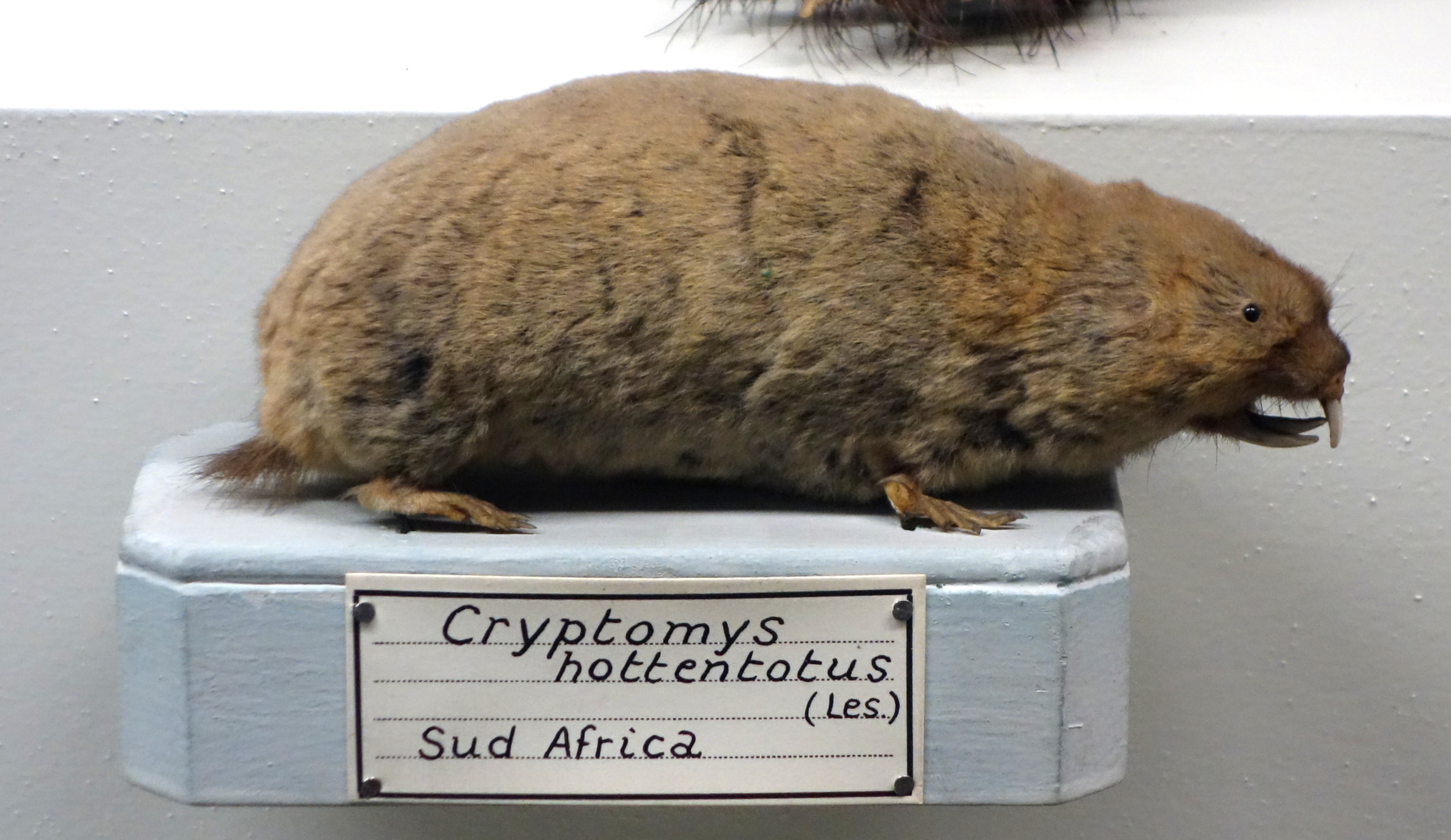
піскорий (Cryptomys)
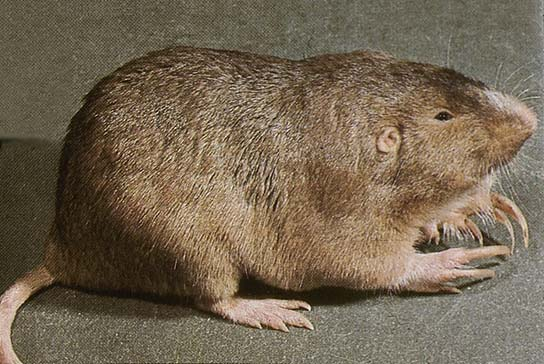
гофер рівнинний (Geomys bursarius)